# Anneville-sur-Scie
Anneville-sur-Scie é uma comuna francesa na região administrativa da Normandia, no departamento de Sena Marítimo. Estende-se por uma área de 5,41 km². Em 2010 a comuna tinha 435 habitantes (densidade: 80,4 hab./km²).